# 乔·波特
乔·波特（英語：Jo Potter，1984年11月13日—），生于曼斯菲尔德，英国女子足球运动员，场上位置是中场。她曾代表英格兰代表队参加2015年国际足联女子世界杯，结果队伍获得季军。